# Artur Konontšuk
Artur Konontšuk (Pärnu, 9 maggio 2000) è un cestista estone.

## Palmarès
- Campionato estone: 2

Pärnu: 2021-2022
Kalev/Cramo: 2022-2023
- Coppa di Estonia: 1

Kalev/Cramo: 2022